# Chinnamastaka
Chhinnamasta (sanscrito: छिन्नमस्ता, Chinnamastā: "Colei la cui testa è mozzata"), spesso scritta Chinnamasta, e chiamata anche Chhinnamastika, Chhinnamasta Kali, Prachanda Chandika e Jogani Maa (negli stati occidentali dell'India), è una dea indù (Devi). È una delle Mahavidya, dieci dee della tradizione esoterica del Tantra, e un aspetto feroce di Mahadevi, la dea Madre indù. La dea nuda e autodecapitata, solitamente in piedi o seduta su una coppia divina che copula, tiene la propria testa mozzata in una mano e una scimitarra nell'altra. Tre getti di sangue sgorgano dal suo collo sanguinante e vengono bevuti dalla sua testa mozzata e da due attendenti. Chhinnamasta è una dea delle contraddizioni. Simboleggia entrambi gli aspetti di Devi: colei che dona la vita e colei che la toglie. È considerata sia un simbolo di autocontrollo sessuale che un'incarnazione dell'energia sessuale, a seconda dell'interpretazione. Rappresenta la morte, la temporalità e la distruzione, così come la vita, l'immortalità e la ricreazione. La dea trasmette l'autorealizzazione spirituale e il risveglio della kundalini, l'energia spirituale. Le leggende di Chhinnamasta enfatizzano il suo sacrificio di sé – a volte associato a un elemento materno – il dominio sessuale e la furia autodistruttiva. Chhinnamasta è venerata nella setta Kalikula dello Shaktismo, la tradizione induista incentrata sulla Dea. Sebbene Chhinnamasta goda del patrocinio come una delle Mahavidya, i templi a lei dedicati (si trovano principalmente in Nepal e nell'India orientale) e il suo culto pubblico sono rari. Tuttavia, è una divinità tantrica significativa, ben nota e venerata tra i praticanti tantrici esoterici. Chhinnamasta è strettamente imparentato con Chinnamunda, la forma con la testa mozzata della dea buddista tibetana Vajrayogini.